# Lučany nad Nisou
Lučany nad Nisou (německy Wiesenthal an der Neiße) jsou město v okrese Jablonec nad Nisou v Libereckém kraji. Včetně částí Horní Maxov a Jindřichov ve městě žije přibližně 2 000 obyvatel.

## Historie
První písemná zmínka o Lučanech pochází z roku 1623. Prvním doloženým rychtářem byl Bartoloměj Fischer, jehož v uvedeném roce zmiňuje kronika sklářského rodu Schürerů z Waldheimu ve Mšeně. Další zápis je pak v semilském urbáři z roku 1634. Lučany patřily do semilského panství, jehož majiteli byli páni ze Smiřic. Toto panství získal v roce 1635 lotrinský rod Desfoursů.

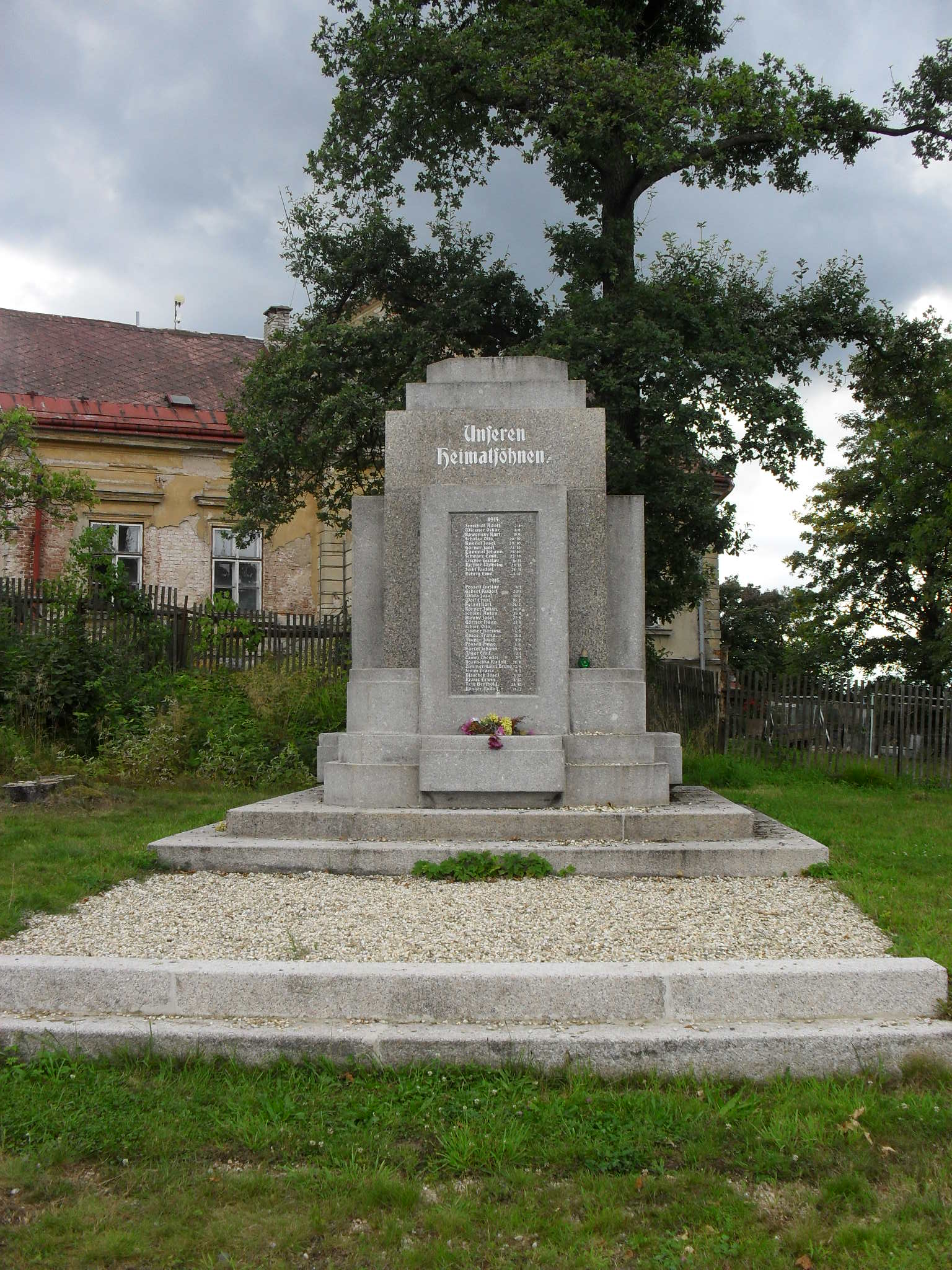
Pomník obětem první světové války

Největším zaměstnavatelem v obci bývala sklářská huť Ludwig Breit, po válce závod podniku Jablonecké sklárny, vedle toho zde působilo mnoho podniků na výrobu skleněné bižuterie, skleněných perlí a skleněných knoflíků, tzv. mačkáren. Skleněné a bižuterní výrobky vyvážela do světa exportní firma J. W. Jäckel a spol, která měla filiálky např. v dnešní Ghaně a Nigérii. Sklářství přišlo však do Lučan teprve v 18. století, předtím se zde lidé živili drobným zemědělstvím, domácím tkalcovstvím a předením.
Dne 12. července 1894 projel údolím Nisy z Jablonce do Lučan první vlak a do 10. října téhož roku byl již dokončen úsek dráhy z Lučan přes rozvodí (Nisy a Jizery) do Tanvaldu, takže se již dala projíždět celá trasa. Před druhou světovou válkou se jevila možnost navést z Jabloneckých pasek tramvajová trať o rozchodu 1000mm, která by byla součástí Jablonecké tramvajové sítě. V letech 1905–1906 byla v obci zaveden plyn z vlastní plynárny v dolní části obce a v roce 1913 byla obec elektrifikována.
Mezi světovými válkami nesla obec jméno Wiesenthal nad Nisou. Počet obyvatel před druhou světovou válkou byl několikanásobně vyšší než dnes. Na dnešním území města, tj. včetně Horního Maxova a Jindřichova, žilo 5420 obyvatel v roce 1930 a 5069 obyvatel v roce 1939. Po druhé světové válce obec v důsledku velkého poklesu počtu obyvatel po vysídlení Němců z Československa ztratila statut města, udělený v roce 1913.
Od 10. října 2006 byl obci vrácen status města.
První provizorní škola fungovala od roku 1766, o století později v roce 1864 byla postavena zděná škola se šesti třídami. Ve dvacátých letech 20. století byla zřízena také česká menšinová škola, která sídlila v budově pozdější mateřské školy.
Od padesátých let 20. století si Lučany oblíbila řada význačných umělců jakožto místo letního pobytu. Je třeba jmenovat Jiřího Trnku, herečku Jiřinu Šejbalovou, klavíristu Josefa Páleníčka a členy Smetanova kvarteta. Smetanovci pravidelně zahajovali koncertní sezónu vystoupením v Lučanech, nejprve v sokolovně či v hotelu Blaník, později v místním kostele.

## Přírodní poměry
Město leží na Lučanské Nise, která je jedním ze zdrojů Lužické Nisy. Nejvyšším bodem obce s nadmořskou výškou 787 metrů je vrchol Bramberk s kamennou rozhlednou z roku 1912. Na jih od města se nachází hřeben Černé studnice s vrcholem 872 metrů ve správním území obce Nová Ves nad Nisou, ve kterém také pramení Lužická Nisa.
Nejvyšším bodem silnice do Smržovky, v místě zvaném Krojčenk (Kreuzschenk) prochází rozvodí dvou moří. Do padesátých let 20. století tu stával hostinec, z jehož okapů stékala voda na jednu stranu do Nisy, přes Odru do Baltského moře, na druhou stranu do Kamenice, přes Jizeru a Labe do Severního moře.
Sousedními obcemi jsou Jiřetín pod Bukovou na severozápadě, Smržovka na východě, Nová Ves nad Nisou na jihu a Jablonec nad Nisou s místní částí Jablonecké Paseky na jihovýchodě.

## Obyvatelstvo
| Rok            | 1869  | 1880  | 1890  | 1900  | 1910  | 1921  | 1930  | 1950  | 1961  | 1970  | 1980  | 1991  | 2001  | 2011  | 2021  |
| -------------- | ----- | ----- | ----- | ----- | ----- | ----- | ----- | ----- | ----- | ----- | ----- | ----- | ----- | ----- | ----- |
| Počet obyvatel | 2 574 | 2 890 | 3 003 | 3 336 | 3 579 | 3 085 | 3 677 | 1 860 | 1 652 | 1 614 | 1 466 | 1 217 | 1 336 | 1 336 | 1 643 |
| Počet domů     | 398   | 402   | 478   | 523   | 520   | 550   | 632   | 635   | 456   | 350   | 333   | 360   | 416   | 468   | 468   |

## Části obce
Město Lučany nad Nisou sestává z bývalých obcí Horní Maxov (Ober Maxdorf), Jindřichov nad Nisou (Hennersdorf) a Lučany nad Nisou (Wiesenthal), jakož i místních částí Bramberk (Bramberg), Horní Lučany (Ober Wiesenthal) a Sedmidomí (Siebenhäuser).
- Lučany nad Nisou
- Horní Maxov
- Jindřichov

## Doprava

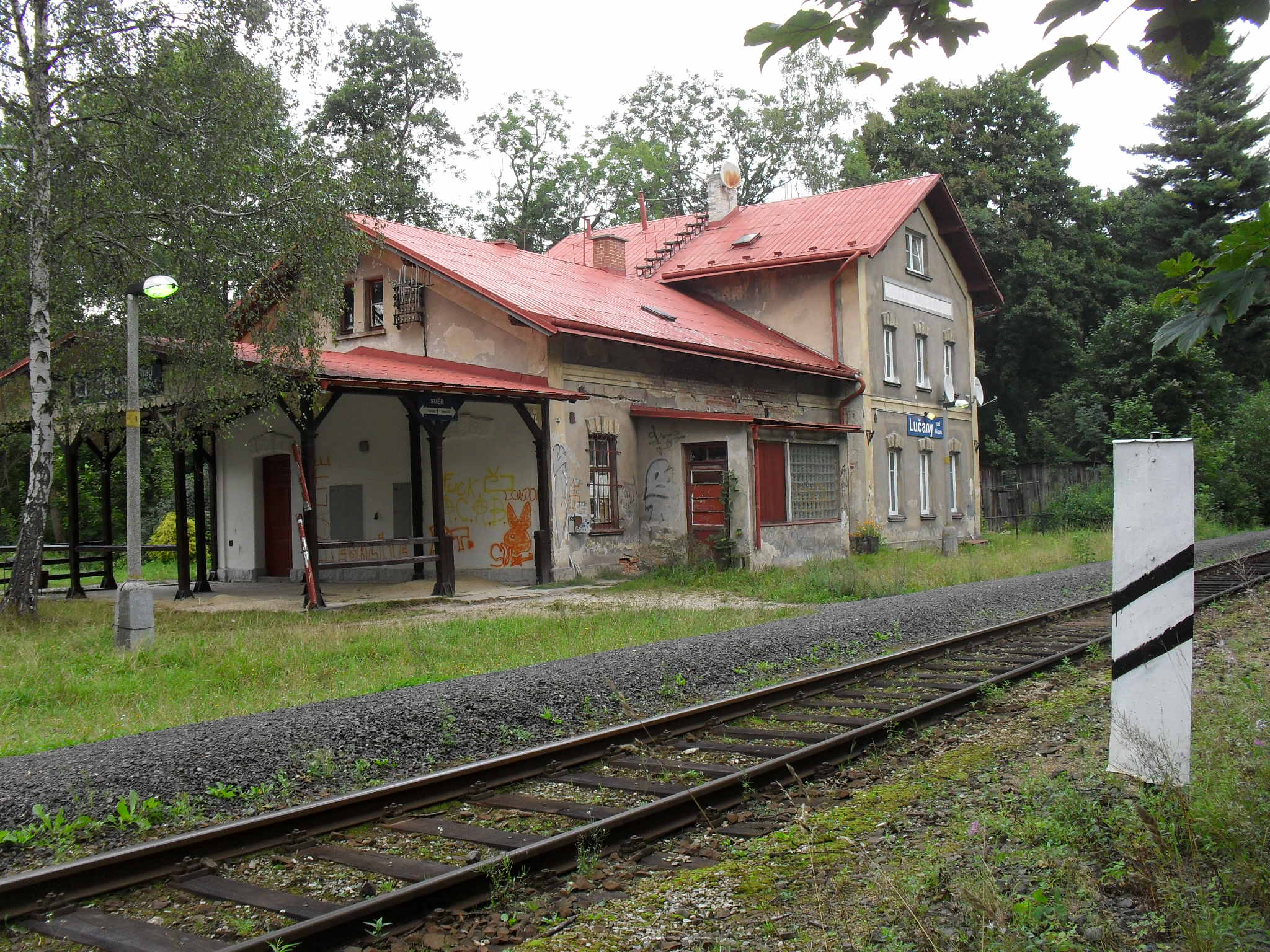
Lučanské nádraží

Městem Lučany nad Nisou prochází státní silnice I/14 a také železniční trať 036 z Liberce do Harrachova. Na této trati se v Lučanech nachází železniční zastávka. Na trati byla původně také zastávka Dolní Lučany, zrušená v roce 1947.
V Lučanech zastavují příměstské autobusy společnosti BusLine, zajíždějí sem i linky jablonecké MHD.

## Pamětihodnosti

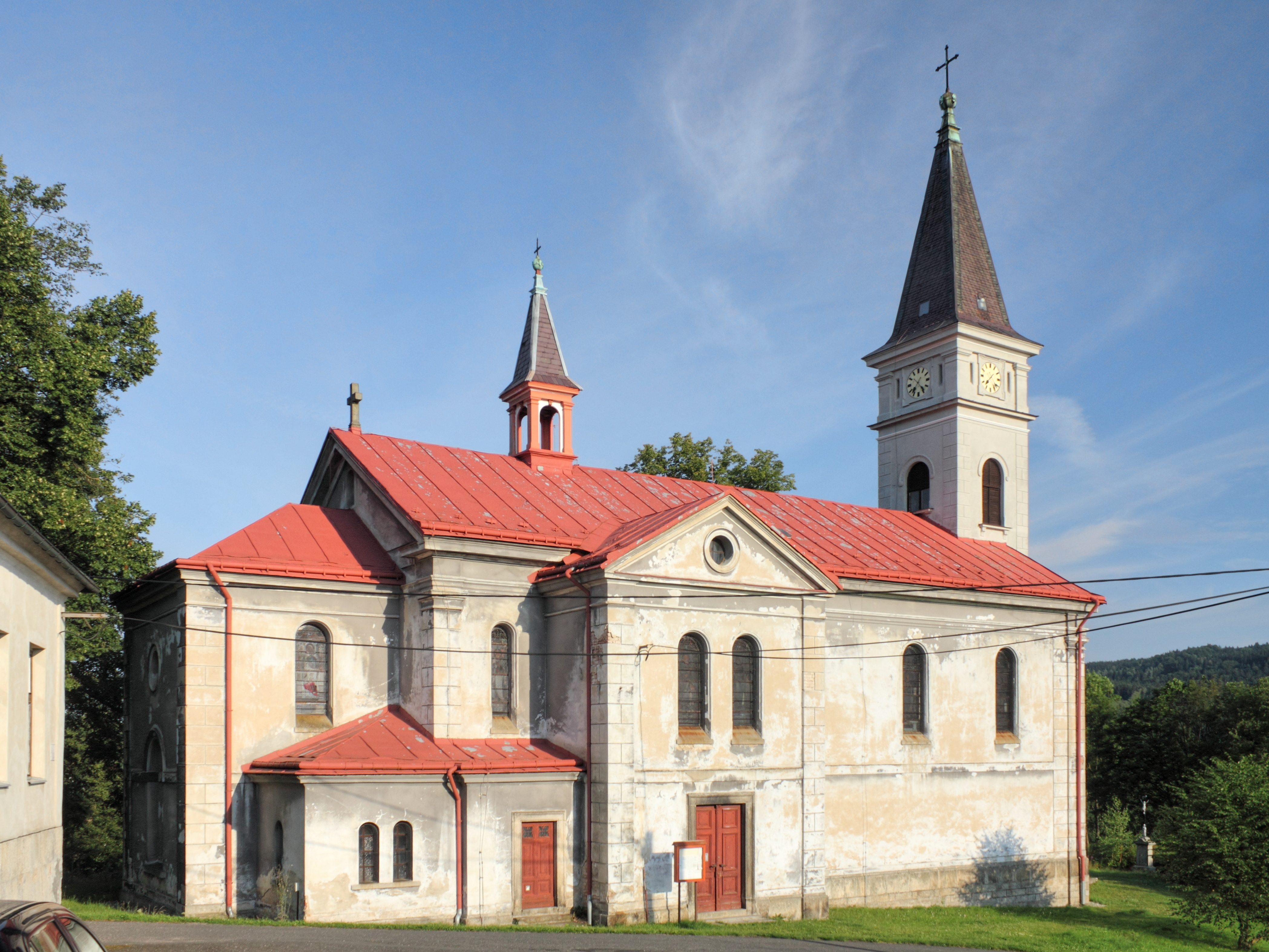
Kostel Navštívení Panny Marie

- Kostel Navštívení Panny Marie, postaven v roce 1887 v novorenesančním slohu
- Socha svatého Františka z Assisi z roku 1765
- Pomník sklářské pozdvižky
- Brusírna skla
- Pomník obětem první světové války pod kostelem